# American Eagle investeringsmynt
American Eagle investeringsmynt är ett myntprogram som produceras av United States Mint. Programmet lancerades 1986 och gällde då endast guld- och silvermynt. Det har sedan dess utökats med platina- och palladiummynt.

## Myntserie
- American Silver Eagle
- American Gold Eagle
- American Platinum Eagle
- American Palladium Eagle

### Bilder

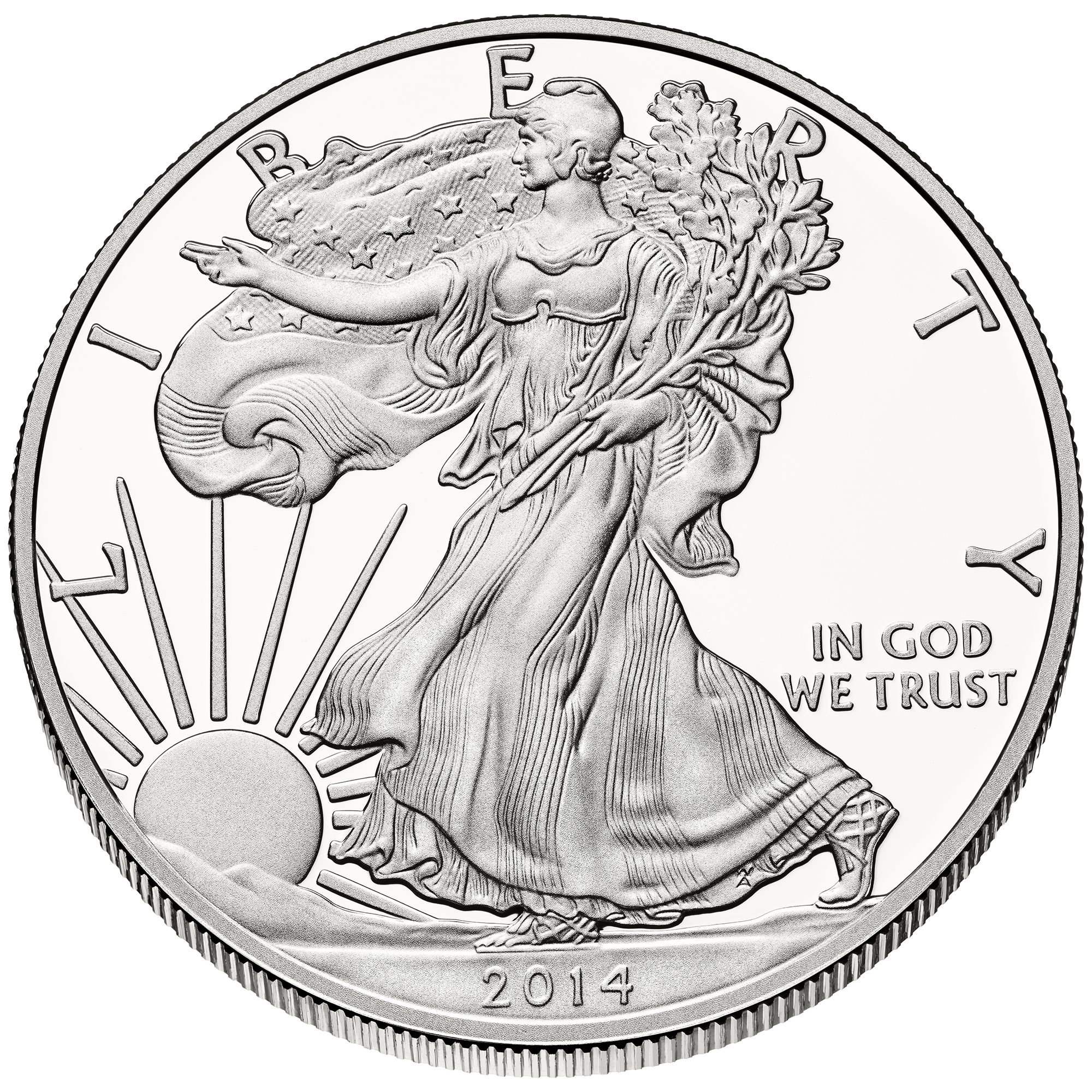
Silver Eagle framsida.
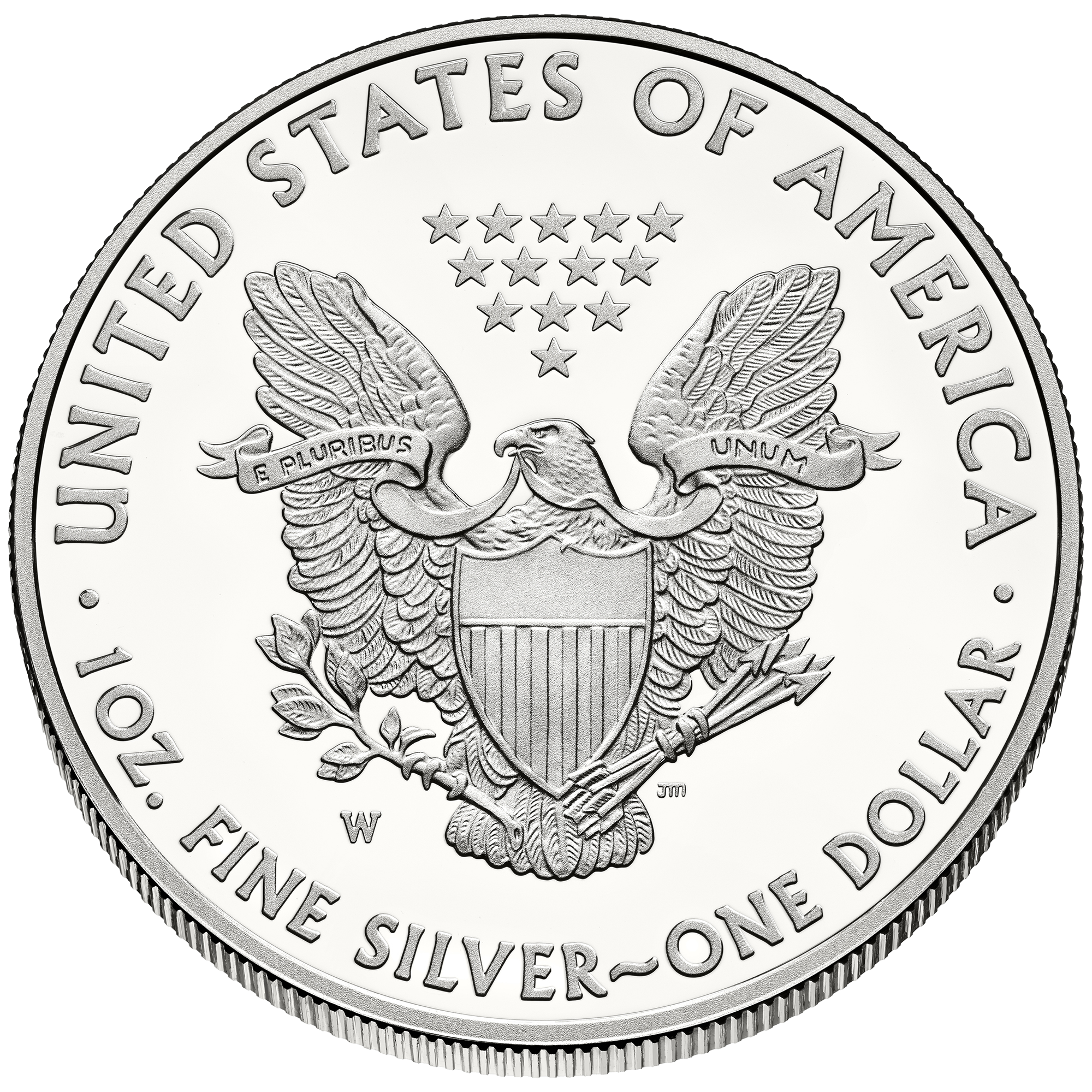
Silver Eagle baksida, fram till år 2021.
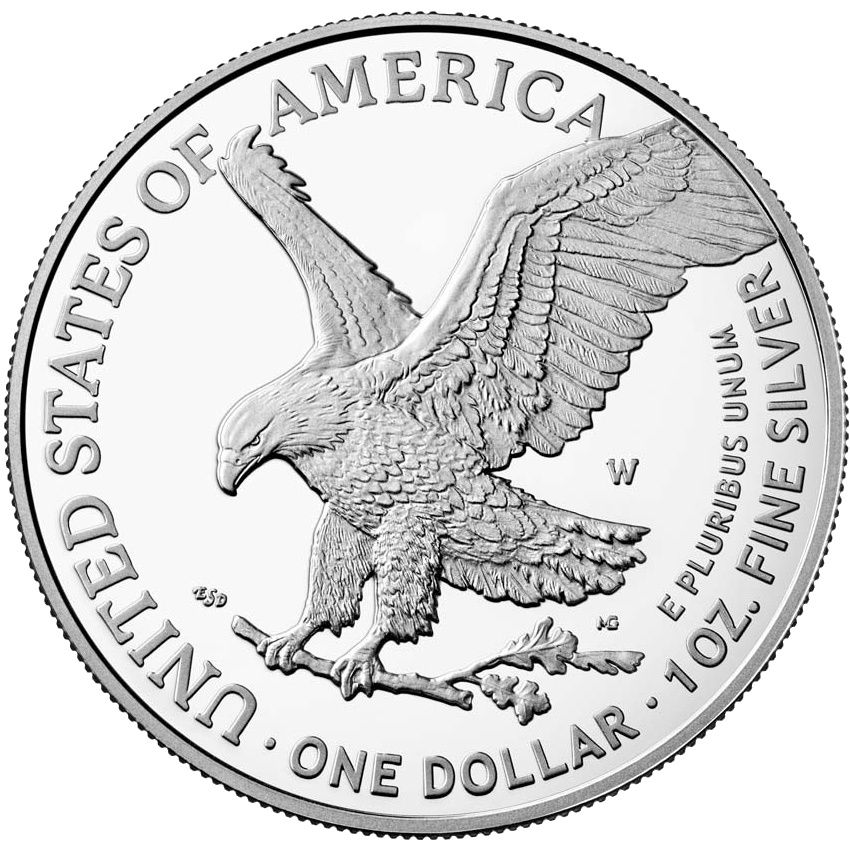
Silver Eagle baksida, från år 2021.
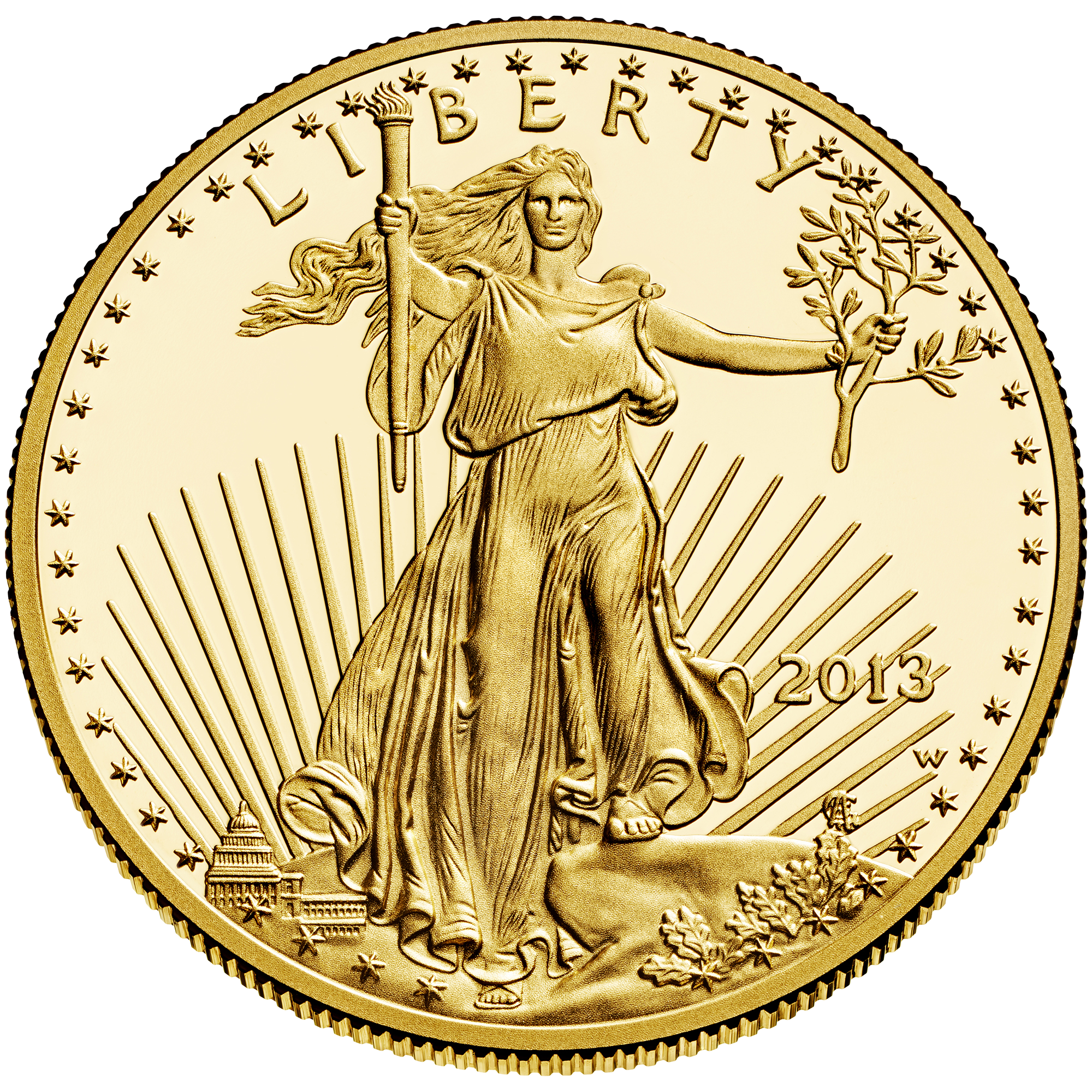
Gold Eagle framsida.
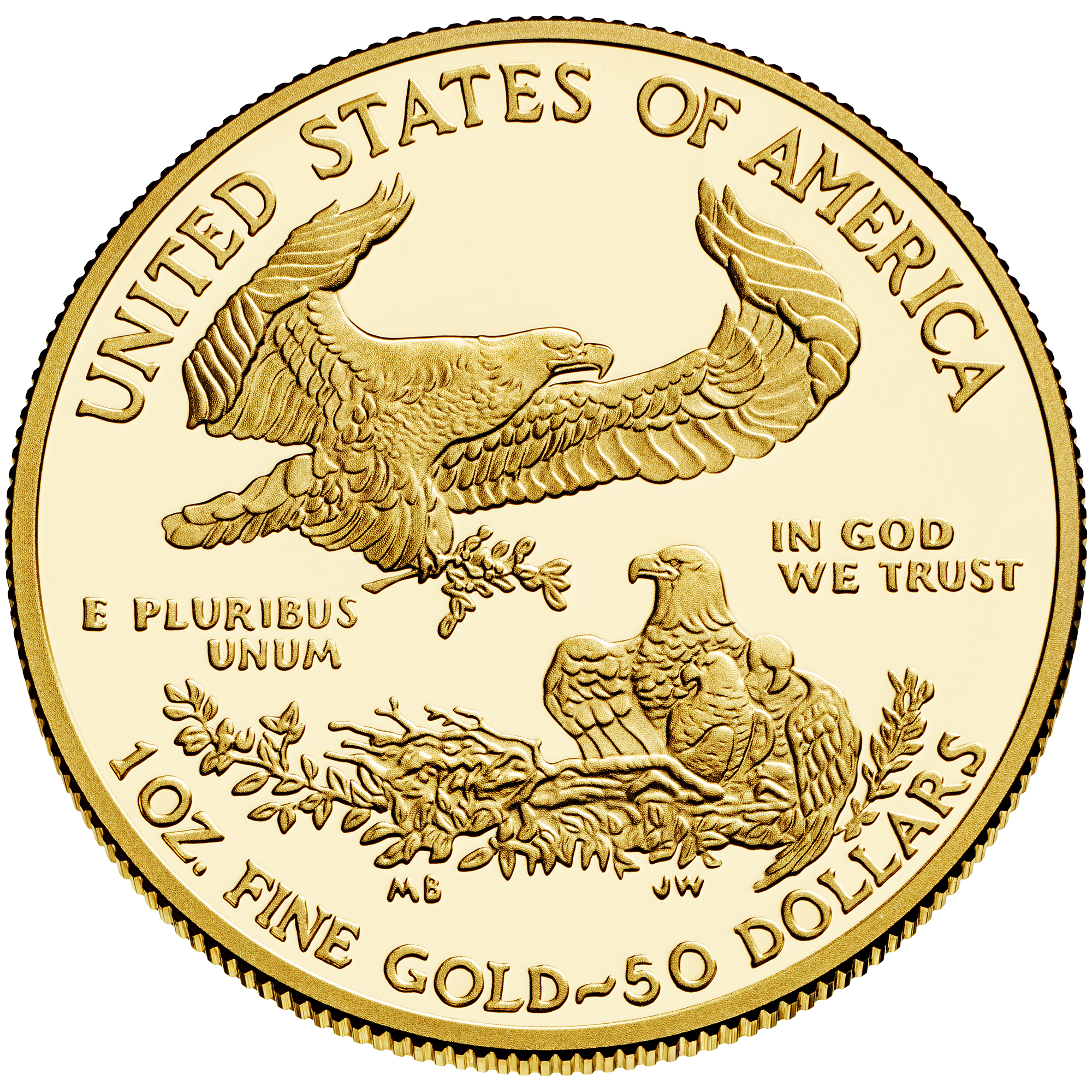
Gold Eagle baksida, fram till år 2021.
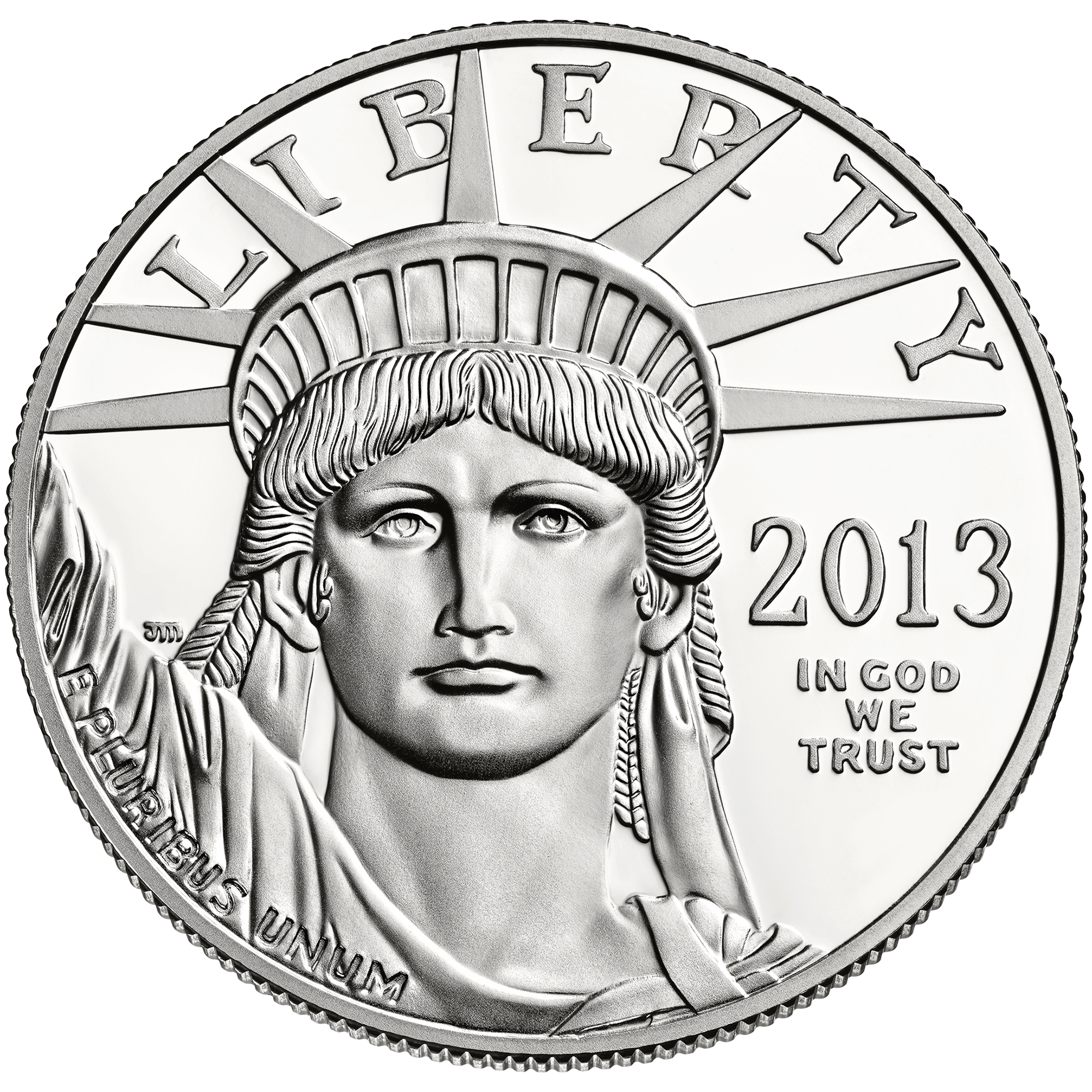
Platinium Eagle framsida.
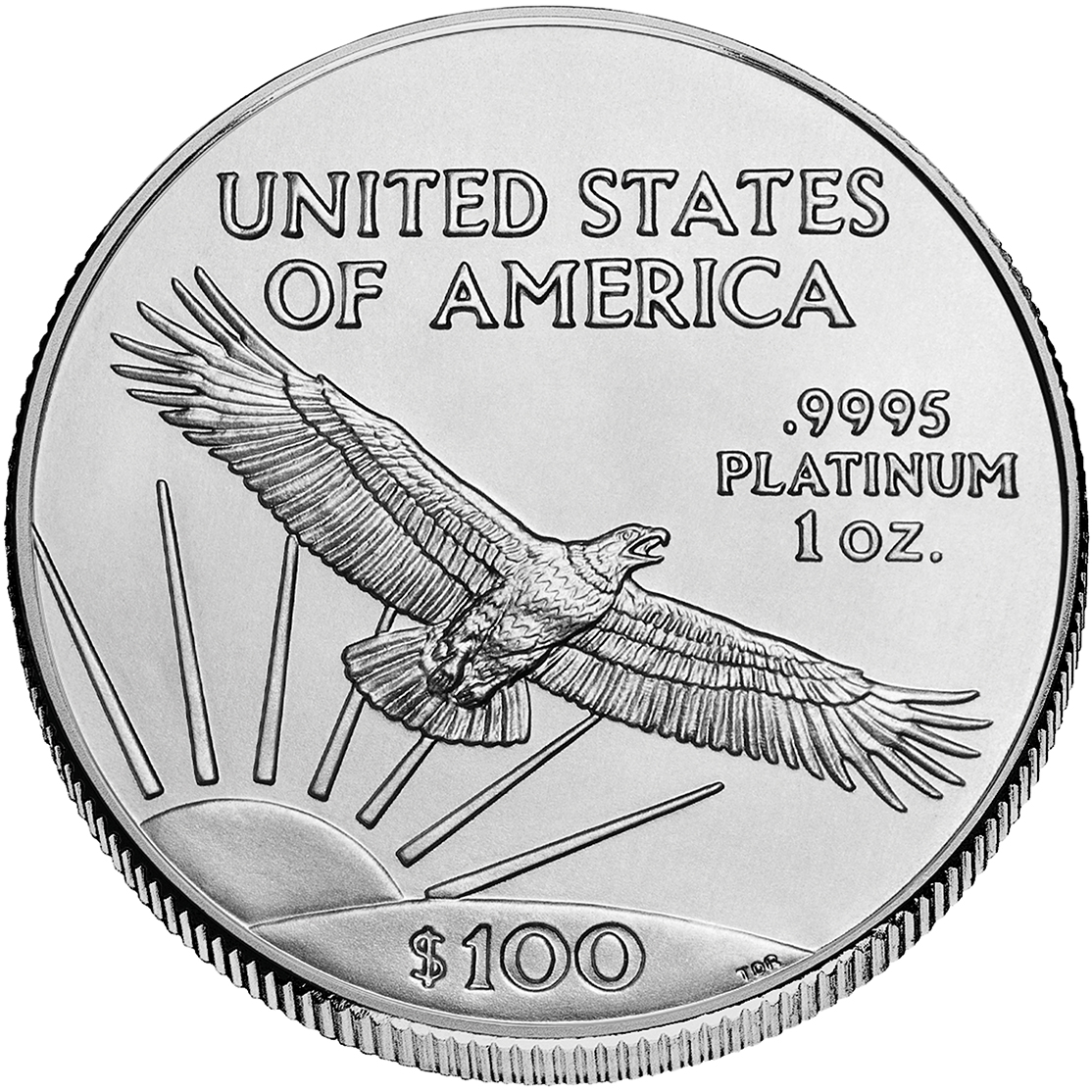
Platinium Eagle baksida.
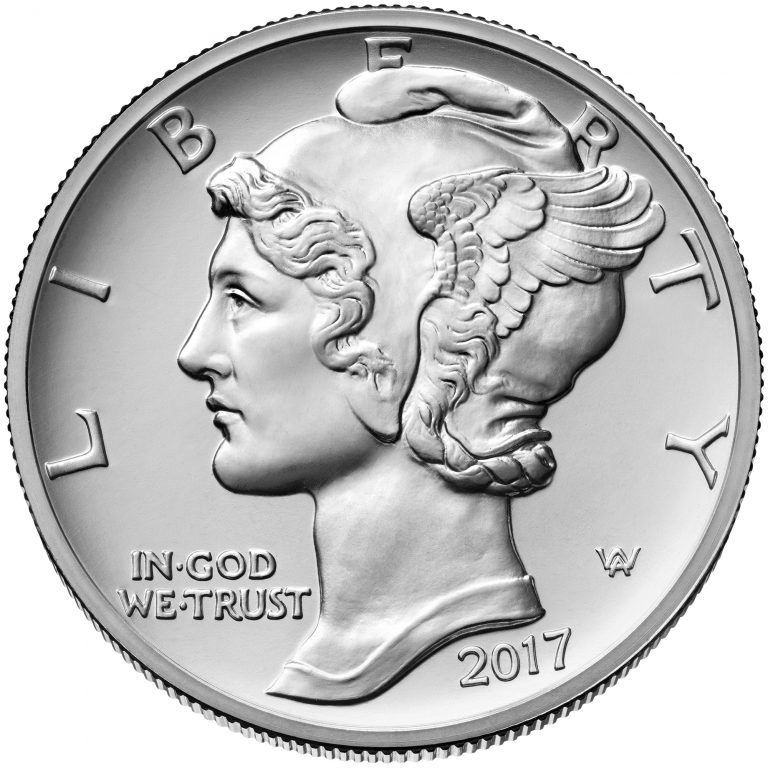
Palladium Eagle framsida.
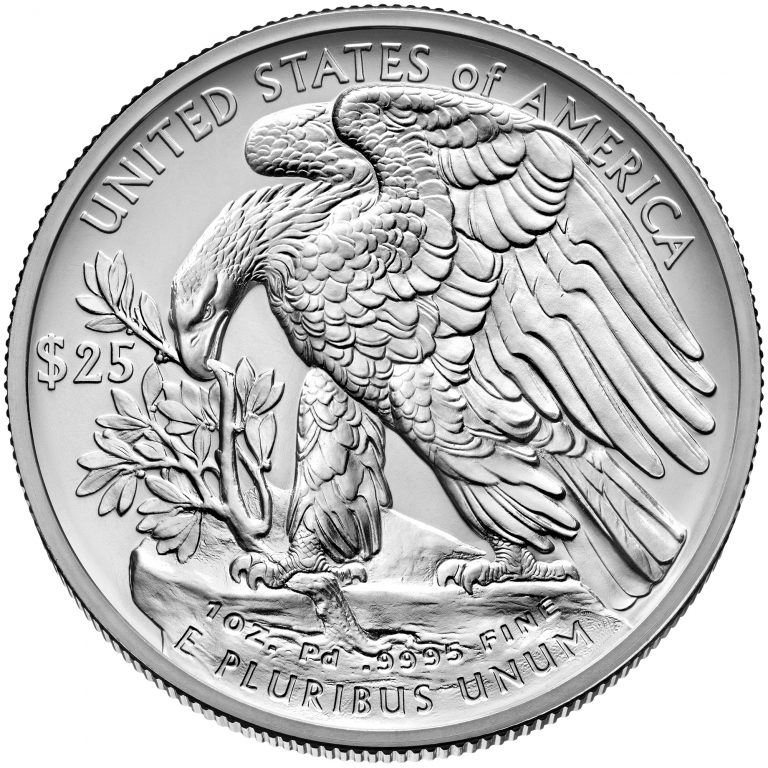
Palladium Eagle baksida.